# 2410 Morrison
2410 Morrison (1981 AF) là một tiểu hành tinh vành đai chính được phát hiện ngày 3 tháng 1 năm 1981 bởi E. Bowell ở trạm Anderson Mesa thuộc Đài thiên văn Lowell.